# Valdemar Ammundsen
Ove Valdemar Ammundsen (geboren 19 augustus 1875 in Nørre Felding (nu gemeente Holstebro, Jutland) - overleden op 1 december 1936 in Haderslev ) was een Deense lutherse theoloog en de eerste bisschop van het bisdom Haderslev. Hij staat ook bekend als een van de pioniers van de oecumenische beweging.

## Loopbaan
Na de vroege dood van zijn vader groeide Valdemar Ammundsen op in Kopenhagen en bezocht daar de Vestre Borgerdydskole. Hij begon zijn studie aan de Universiteit van Kopenhagen in 1893 en voltooide zijn studie in 1899 nadat hij in 1897 al een universiteitsprijs had gewonnen voor een studie over de Tweede Brief van Petrus. Tijdens een studiereis naar Duitsland in 1901 werd hem gevraagd te solliciteren naar een hoogleraarschap kerkgeschiedenis in Kopenhagen, wat hij uiteindelijk ontving. Toen in 1922 het bisdom Haderslev werd gesticht (voor de gebieden in het noorden van Sleeswijk die na de volksraadpleging van 1920 onderdeel waren geworden van Denemarken), werd Ammundsen tot eerste bisschop benoemd. Hier probeerde hij vooral de spanningen tussen Duitsers en Denen te bemiddelen.

## Sociaal en oecumenisch werk
Ammundsen was zijn hele leven actief in verschillende organisaties. Zijn eerste oecumenische ervaringen deed hij op bij de World Christian Student Association, waar hij onder meer John Raleigh Mott ontmoette en van 1915 tot 1918 voorzitter was. Hij nam deel aan de Wereldzendingsconferentie in Edinburgh in 1910 en aan de oprichtingsvergadering van de Wereldfederatie voor de Vriendschap van Kerken in Konstanz in 1914. Op de bijeenkomst van de Wereldfederatie in Oud Wassenaar bij Den Haag steunde hij het voorstel van Nathan Söderblom voor een grote wereldconferentie waarin de kerken gezamenlijk hun standpunt over maatschappelijke vraagstukken zouden moeten bepalen. Toen dit in 1925 werd gerealiseerd als de “Stockholm Wereldkerkconferentie”, nam Ammundsen deel als afgevaardigde van zijn kerk en werd hij verkozen tot lid van de Oecumenische Raad voor Praktisch Christendom. In 1931 zorgde hij ervoor dat Dietrich Bonhoeffer tot jeugdsecretaris van de World Association for Friendship Work werd gekozen. Op de bijeenkomst van het Uitvoerend Comité van de Wereldfederatie in september 1933 in Sofia en op de gezamenlijke bijeenkomst van de Wereldfederatie en de Raad voor Praktisch Christendom in augustus 1934 in Fanø pleitte hij met succes voor beide organisaties om duidelijk de kant van de Bekennende Kerk te kiezen en tegen de door de NSDAP gecontroleerde staatskerk. In 1934 nam hij het voorzitterschap over van de Europese Commissie van de Oecumenische Raad. In 1935 werd hij voorzitter van de World Association for the Friendship of Churches.
In 1913 was Ammundsen ook een van de medeoprichters van de Kristeligt-socialt Forbund, een organisatie in Denemarken die nauwe banden had met het Britse religieuze socialisme.

## Theologie
Toen Ammundsen in 1901 hoogleraar kerkgeschiedenis werd, werd de kerkelijke situatie in wezen gekenmerkt door een confrontatie tussen vier vleugels: de twee opwekkingsstromingen, Indre Mission en Grundtvigianisme, de faculteitstheologen en vertegenwoordigers van de nieuwe stroming die voornamelijk uit Duitsland kwam, en de liberale theologie die beïnvloed werd door de historisch-kritische principes die destijds hun weg vonden naar de historische wetenschap.
In het laatste deel van de 19e eeuw waren empirisme en positivisme succesvol, en tegen 1900 had Edvard Lehmann The Essence of Christianity van Adolf von Harnack vertaald. In 1903 publiceerde Eduard Geismar Kristendom og Udvikling, het meest gedetailleerde religieuze antwoord op het darwinisme in Denemarken tot nu toe, waarin Geismar de christelijke geloofsuitspraken met betrekking tot evolutie herinterpreteerde.
Theologisch oriënteerde Ammundsen zich op de liberale theologie, die rond de eeuwwisseling ook zijn weg naar Denemarken vond onder het motto “vrij onderzoek en positief christendom”; een leidende figuur was Frederik Christian Krarup. In de jaren tachtig van de negentiende eeuw introduceerde Frants Buhl de historisch-kritische methode in het onderzoek naar het Oude Testament.
Jens Holger Schjørring karakteriseerde de theologie van Ammundsen als: "Piëtisme met een christelijk-sociaal teken, of misschien correcter als sociaal engagement in een piëtistische vermomming."

## Familie
Ammundsen was de zoon van priester Peter Ammundsen (1836-1889) en zijn vrouw Frederikke Augusta Sørensen (1840-1920). Zijn oudere broer John Ammundsen (1872-1959) was ook theoloog en was van 1923 tot 1942 bisschop van het bisdom Lolland-Falster. Ammundsen was vanaf 1903 getrouwd met Charlotte Balslev (1877-1961). Hun kinderen zijn de arts en verzetsstrijdster Esther Ammundsen (1906-1992) en de regisseur Johannes Ammundsen (1913-1982).

## Onderscheidingen
Ammundsen werd in 1913 benoemd tot Ridder in de Orde van de Dannebrog,
Hij ontving in 1923 het Dannebrogkruis in zilver.
In 1932 kreeg hij het Commandeurskruis Tweede Klasse.
In 1917 eerde de Universiteit van Oslo hem met een eredoctoraat

## Publicaties (selectie)
- Novatianus en Novatianismen. Gad, Kopenhagen 1901.
- Menigheden og Teologien. Gad, København 1906.
- Den unge Luther. V. Pios, København 1907.
- Til Opbyggelse. Taler og Afhandlinger. København 1912.
- Søren Kierkegaards Ungdom. Gad, Kopenhagen 1912.
- Krig en krigsførende Kristne. Strejflys uit Tyskland, Frankrig, Engeland. Gad, Kopenhagen 1916.
- Den kristne Kirke i det nittende Aarhundrede. Gyldendahl, København 1925.
- Social Kristendom. Fremstilling (og Vurdering) van W. Rauschenbuschs Kristendomssyn. Nyt Nordisk Forlag, Kopenhagen 1931.
- Einleitung. In: Edvard Lehmann: Grundtvig. Mohr, Tübingen 1932.